# Agustín Rossi
Agustín Daniel Rossi (Buenos Aires, 21 augustus 1995) is een Argentijnse doelman, sinds het seizoen 2016-2017 spelend bij CA Boca Juniors.

## Carrière
Rossi begon met voetballen bij de jeugd en het eerste elftal van Chacarita Juniors. In 2015 stapte hij over naar Club Estudiantes de La Plata, waarna hij in 2016-2017 aanvankelijk verhuurd was aan Defensa y Justicia. Op 1 februari 2017 maakte hij een transfer naar Boca Juniors, waar hij op 25 februari 2017 zijn debuut maakte.
1 Rossi ·
2 López ·
4 Weigandt ·
5 Zambrano ·
6 Rojo ·
8 Cardona ·
9 Orsini ·
11 Salvio ·
13 García ·
14 Rolón ·
16 Molinas ·
17 Advíncula ·
18 Fabra ·
19 Barco ·
20 Ramírez ·
21 Campuzano ·
22 Villa ·
23 González ·
24 Izquierdoz  ·
26 Fernández ·
29 Briasco ·
30 Zeballos ·
31 Pavón ·
32 Almendra ·
33 Varela ·
34 Obando ·
36 Medina ·
37 Sández ·
38 Vázquez ·
Coach: Russo